# ジョシュ・ハート
ジョシュア・アーロン・ハート（Joshua Aaron Hart, 1995年3月6日 - ）は、アメリカ合衆国・メリーランド州シルバースプリング出身のプロバスケットボール選手。NBAのニューヨーク・ニックスに所属している。ポジションはスモールフォワードまたはシューティングガード。

## 経歴

### カレッジ
1年時に7.8得点、4リバウンドを記録し、ビッグイーストオールフレッシュマンチームに選出された。シーズンの3ポイントシュート成功率は31.3%だったが
、コーチ曰く「驚くべき自信」を持っていると評された。2年時にはシックスマンとして起用され、監督からは「万能プレイヤー」と評された。リーグ内トーナメントの3試合で平均17.7得点を記録し、最優秀選手賞を受賞。ベンチから出場した選手が受賞したのは36年ぶりの出来事だった。
3年時からスターターになり、シーズン平均15.5得点、6.8リバウンドを記録。全国屈指となったチームの大黒柱として活躍した。満場一致でビッグイーストファーストチームに選出され、NABCにおけるオールアメリカン・サードチーム、NCAAトーナメントでは学校史上2回目となる優勝を果たすなど、多くの栄誉を受けたシーズンとなったが2016年のNBAドラフトへのアーリーエントリーは見送った。

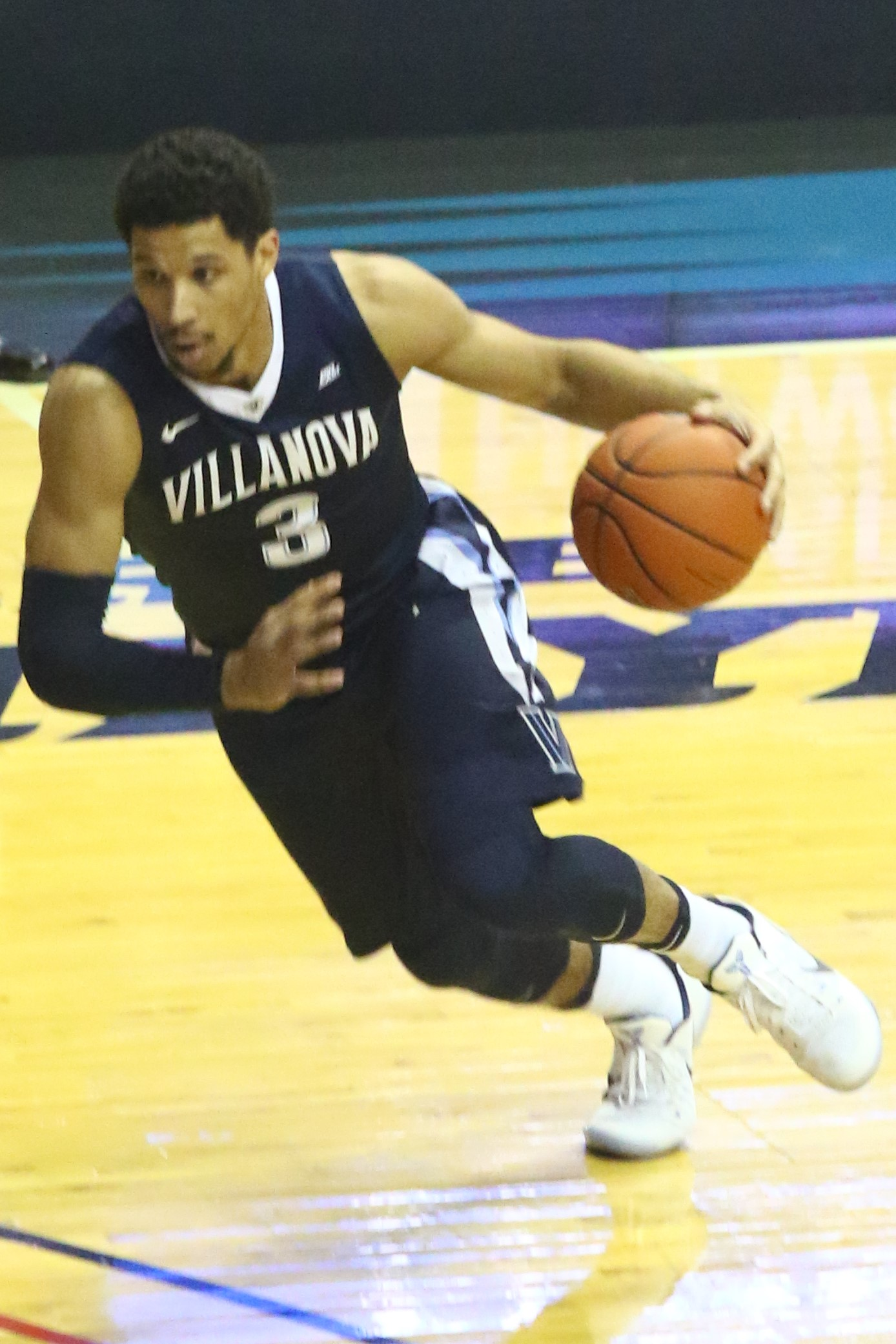
ビラノバ大学時代のハート（2017年）

4年時には12月10日のノートルダム大学との対戦でキャリアハイとなる37得点を記録するなど、最終的にシーズン平均18.7得点、6.4リバウンド、2.9アシストを記録し、同年のシニアクラスワードを受賞した。ビッグイースト最優秀選手賞を受賞するとともに、チームメイトのミカル・ブリッジズとカイリ・トーマスらと分け合う形で最優秀守備選手にも選出された。
2022年1月19日にハートの背番号「3」が永久欠番となった。

### ロサンゼルス・レイカーズ
2017年のNBAドラフトにて1巡目全体30位でユタ・ジャズから指名された後、トニー・ブラッドリーとの交換でトーマス・ブライアントと共に、交渉権がロサンゼルス・レイカーズへ放出された。
2017年12月14日のクリーブランド・キャバリアーズ戦で初めて先発出場し、ダブル・ダブルを記録した。2018年2月28日に左手を骨折し、3月末まで欠場した。シーズン最終戦となるロサンゼルス・クリッパーズ戦でキャリアハイとなる30得点を記録した。2018年のNBAサマーリーグで平均24.2得点、5.0リバウンドを記録し、サマーリーグMVPに選出された。2019年3月28日に右膝蓋腱を手術し残りのシーズンを全休することが発表された。

### ニューオーリンズ・ペリカンズ
2019年7月6日にアンソニー・デイビスとのトレードで、ロンゾ・ボール、ブランドン・イングラム、デアンドレ・ハンターの交渉権を含む複数のドラフト権、金銭と共にニューオーリンズ・ペリカンズへ移籍した。
2021年2月9日にヒューストン・ロケッツ戦で、ベンチ出場ながらシーズンハイとなる17リバウンドを含む20得点、3アシスト、1スティール、2ブロックを記録し、ベンチ出場ながら20得点・15リバウンド以上を記録したフランチャイズ史上初の選手となった。
2021年8月18日にペリカンズとの3年総額3800万ドルの再契約に合意した
。11月13日のメンフィス・グリズリーズ戦でキャリアハイとなる11アシストを記録した。

### ポートランド・トレイルブレイザーズ
2022年2月8日にCJ・マッカラム、ラリー・ナンス・ジュニア、トニー・スネルとのトレードで、ニキール・アレクサンダー＝ウォーカー、トマシュ・サトランスキー、ディディ・ロウザダ、複数のドラフト指名権と共にポートランド・トレイルブレイザーズへ移籍した。
3月12日のワシントン・ウィザーズ戦でキャリアハイとなる44得点を含む8リバウンド、6アシストを記録した。

### ニューヨーク・ニックス
2023年2月9日にキャム・レディッシュ、ライアン・アーチディアコノ、スビ・ミハイリュク、プロテクト付きドラフト1巡目指名権とのトレードで、ニューヨーク・ニックスへ移籍した。2日後のユタ・ジャズ戦でニックスデビューを果たして11得点、7リバウンド、4アシストを記録し、チームは126-120で勝利した。4月15日に行われたクリーブランド・キャバリアーズとのプレーオフ第1回戦の第1戦でプレーオフデビューを果たし、17得点、10リバウンド、2アシストを記録し、チームは101-97で辛勝した。
4月10日にニックスとの4年総額8100万ドルの延長契約に合意した。2024年1月30日のユタ・ジャズ戦で自身初のトリプル・ダブルとなる10得点、10リバウンド、10アシストを記録し、チームは118-103で勝利した。2月8日のダラス・マーベリックス戦で自身2度目のトリプル・ダブルとなる23得点、10リバウンド、12アシストを記録したが、チームは108-122で敗れた。同月26日のデトロイト・ピストンズ戦で決勝点となるレイアップを沈め、チームは113-111で辛勝した。3月18日のゴールデンステート・ウォリアーズ戦で48分間フル出場し、10得点、11リバウンド、11アシストのトリプル・ダブルを達成し、チームは119-112で勝利した。なお、ニックスの選手が48分間出場したのは、ウォルト・フレイジャー、ジェリー・ルーカスに次いで史上3人目であった。4月20日に行われたフィラデルフィア・76ersとのプレーオフ第1回戦の第1戦で22得点、13リバウンドを記録し、チームは111-104で勝利した。
2024-25シーズン、12月30日のワシントン・ウィザーズ戦で自身9度目のトリプル・ダブルとなる23得点、15リバウンド、10アシストを記録し、チームは126-106で勝利した。2日後のユタ・ジャズ戦で2試合連続のトリプル・ダブルとなる15得点、14リバウンド、12アシストを記録し、チームは119-103で勝利した。なお、ニックスの選手が2試合連続でトリプル・ダブルを達成したのは、リッチー・ゲリン、ジェリー・ルーカス、ウォルト・フレイジャー、マイケル・レイ・リチャードソンに次いで史上5人目であった。3月26日のダラス・マーベリックス戦で16得点、11アシスト、12リバウンドとトリプルダブルを記録、この試合でカール＝アンソニー・タウンズもトリプルダブルを記録し、ニックス所属の2選手が初めて同一の試合でトリプルダブルを記録したこととなった。プレーオフではカンファレンス・セミファイナルでボストン・セルティックスと対戦、第6戦では10得点、11アシスト、11リバウンドと、トリプルダブルを記録、ニックスの選手がプレーオフでトリプルダブルを記録したのはウォルト・フレイジャー以来53年振りとなった。

## 個人成績

### NBA

#### レギュラーシーズン
| シーズン  | チーム | GP  | GS  | MPG   | FG%  | 3P%  | FT%  | RPG | APG | SPG | BPG | PPG  |
| --------- | ------ | --- | --- | ----- | ---- | ---- | ---- | --- | --- | --- | --- | ---- |
| 2017–18   | LAL    | 63  | 23  | 23.2  | .469 | .396 | .702 | 4.2 | 1.3 | .7  | .3  | 7.9  |
| 2018–19   | LAL    | 67  | 22  | 25.6  | .407 | .336 | .688 | 3.7 | 1.4 | 1.0 | .6  | 7.8  |
| 2019–20   | NOP    | 65  | 16  | 27.0  | .423 | .342 | .739 | 6.5 | 1.7 | 1.0 | .4  | 10.1 |
| 2020–21   | NOP    | 47  | 4   | 28.7  | .439 | .326 | .775 | 8.0 | 2.3 | .8  | .3  | 9.2  |
| 2021–22   | NOP    | 41  | 40  | 33.5  | .505 | .323 | .753 | 7.8 | 4.1 | 1.1 | .3  | 13.4 |
| 2021–22   | POR    | 13  | 13  | 32.1  | .503 | .373 | .772 | 5.4 | 4.3 | 1.2 | .2  | 19.9 |
| 2021-22計 | POR    | 54  | 53  | 33.2  | .504 | .343 | .758 | 7.2 | 4.1 | 1.1 | .2  | 14.9 |
| 2022–23   | POR    | 51  | 51  | 33.4  | .504 | .304 | .731 | 8.2 | 3.9 | 1.1 | .2  | 9.5  |
| 2022–23   | NYK    | 25  | 1   | 30.0  | .586 | .519 | .789 | 7.0 | 3.6 | 1.4 | .5  | 10.2 |
| 2022-23計 | NYK    | 76  | 52  | 32.3  | .529 | .372 | .750 | 7.8 | 3.8 | 1.2 | .3  | 9.8  |
| 2023–24   | NYK    | 81  | 42  | 33.4  | .434 | .310 | .791 | 8.3 | 4.1 | .9  | .3  | 9.4  |
| 2024–25   | NYK    | 77  | 77  | 37.6* | .525 | .333 | .776 | 9.6 | 5.9 | 1.5 | .4  | 13.6 |
| 通算      | 通算   | 530 | 289 | 30.4  | .471 | .342 | .753 | 7.0 | 3.2 | 1.0 | .3  | 10.3 |

#### プレーオフ
| シーズン | チーム | GP | GS | MPG  | FG%  | 3P%  | FT%  | RPG  | APG | SPG | BPG | PPG  |
| -------- | ------ | -- | -- | ---- | ---- | ---- | ---- | ---- | --- | --- | --- | ---- |
| 2023     | NYK    | 11 | 5  | 32.1 | .479 | .313 | .636 | 7.4  | 2.2 | .8  | .3  | 10.4 |
| 2024     | NYK    | 13 | 13 | 42.1 | .440 | .373 | .729 | 11.5 | 4.5 | 1.0 | .8  | 14.5 |
| 2025     | NYK    | 18 | 14 | 35.7 | .472 | .370 | .776 | 8.8  | 4.4 | 1.1 | .6  | 11.6 |
| 通算     | 通算   | 42 | 32 | 26.7 | .461 | .359 | .737 | 9.3  | 3.9 | 1.0 | .5  | 12.2 |

### カレッジ
| シーズン | チーム   | GP  | GS | MPG  | FG%  | 3P%  | FT%  | RPG | APG | SPG | BPG | PPG  |
| -------- | -------- | --- | -- | ---- | ---- | ---- | ---- | --- | --- | --- | --- | ---- |
| 2013–14  | ビラノバ | 34  | 1  | 21.4 | .500 | .313 | .677 | 4.4 | .9  | .6  | .3  | 7.8  |
| 2014–15  | ビラノバ | 36  | 2  | 25.5 | .515 | .464 | .670 | 4.5 | 1.5 | 1.1 | .4  | 10.1 |
| 2015–16  | ビラノバ | 40  | 39 | 31.4 | .513 | .357 | .752 | 6.8 | 1.9 | 1.2 | .3  | 15.5 |
| 2016–17  | ビラノバ | 36  | 35 | 33.1 | .510 | .404 | .747 | 6.4 | 2.9 | 1.6 | .3  | 18.7 |
| 通算     | 通算     | 146 | 77 | 28.0 | .511 | .389 | .720 | 5.6 | 1.8 | 1.1 | .3  | 13.2 |

## 人物・エピソード
ハートはチェルシーFCのファンである。自身のXアカウントにてサッカーの試合観戦の投稿をすることがあり、2022 FIFAワールドカップラウンド16でのクロアチア対日本戦について「日本（代表）のPKは酷いものだ」と評した。